# Erinaceus
Erinaceus is een geslacht van zoogdieren uit de familie van de egels (Erinaceidae). De wetenschappelijke naam van het geslacht werd in 1758 gepubliceerd door Carl Linnaeus in de tiende editie van Systema naturae.

## Soorten
Er worden 4 soorten in dit geslacht geplaatst:
- Erinaceus amurensis Schrenck, 1859 – Amoeregel
- Erinaceus concolor Martin, 1838 – Witborstegel
- Erinaceus europaeus Linnaeus, 1758 – Egel
- Erinaceus roumanicus Barrett-Hamilton, 1900 – Oost-Europese egel

## Afbeeldingen

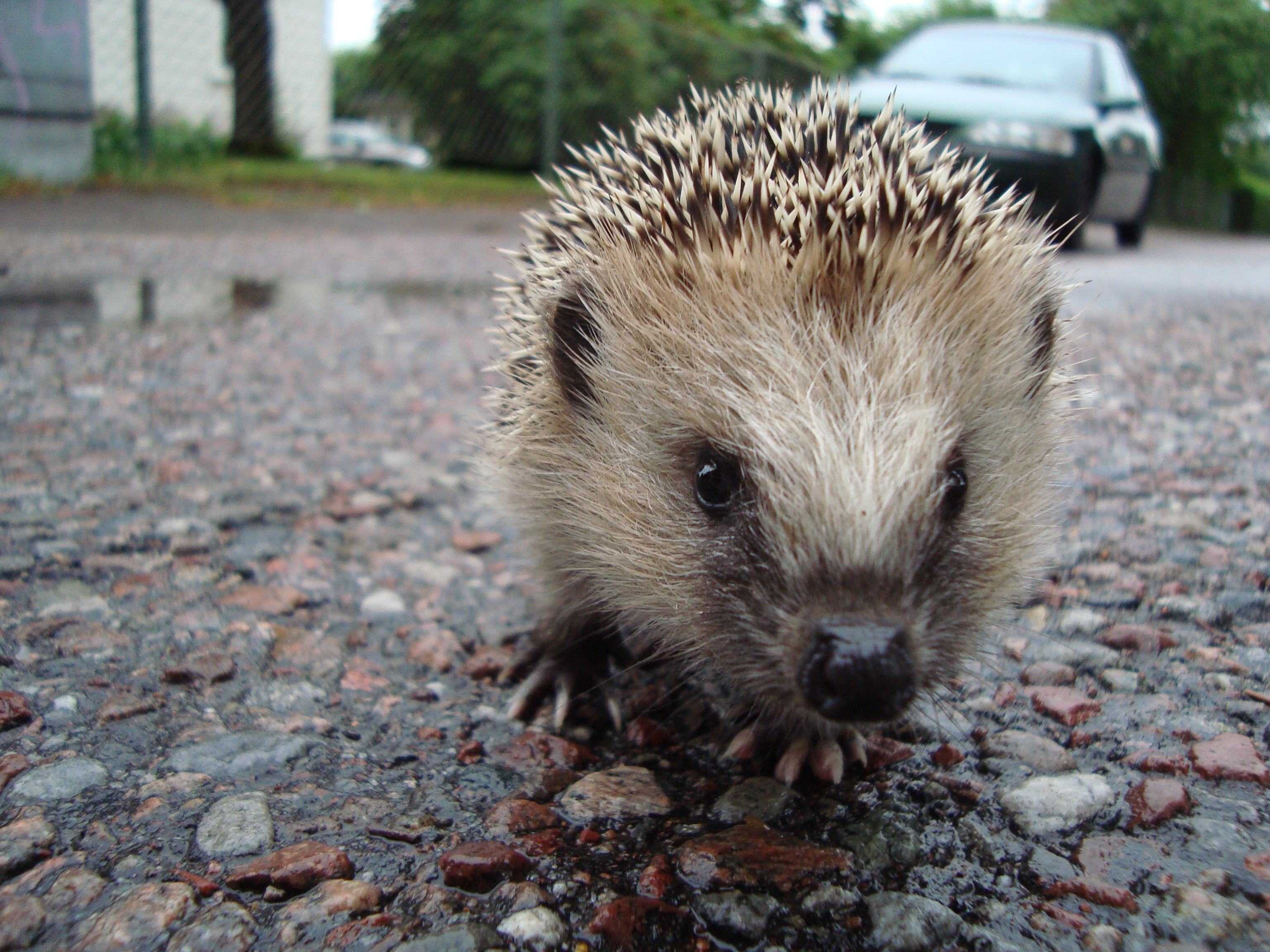
Egel (Erinaceus europaeus)
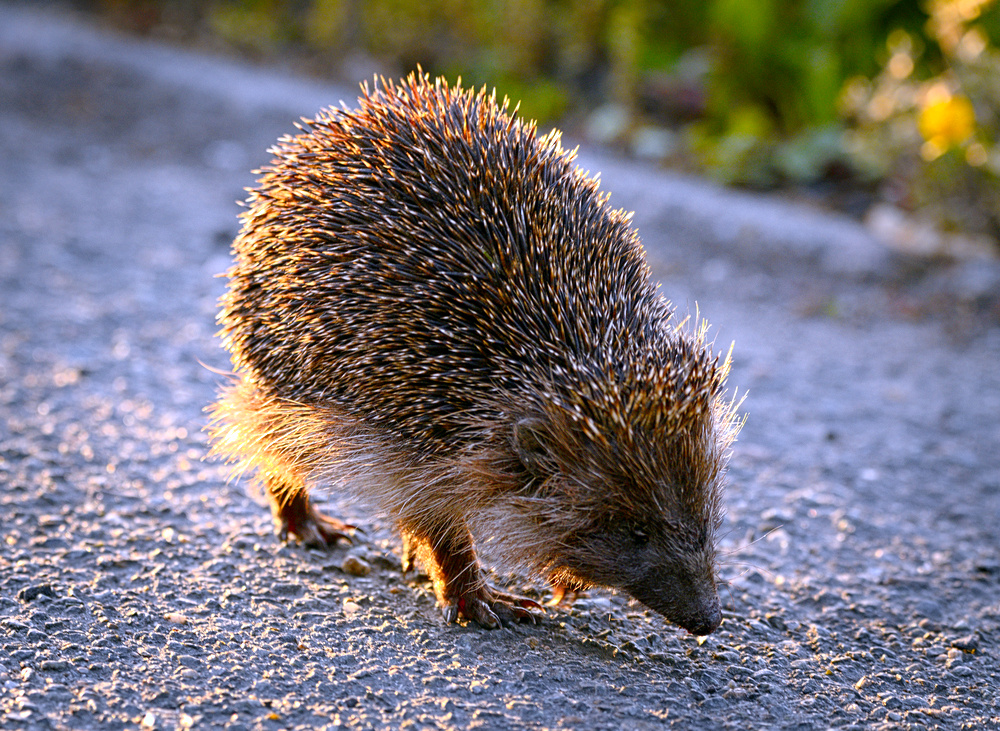
Oost-Europese egel (Erinaceus roumanicus)
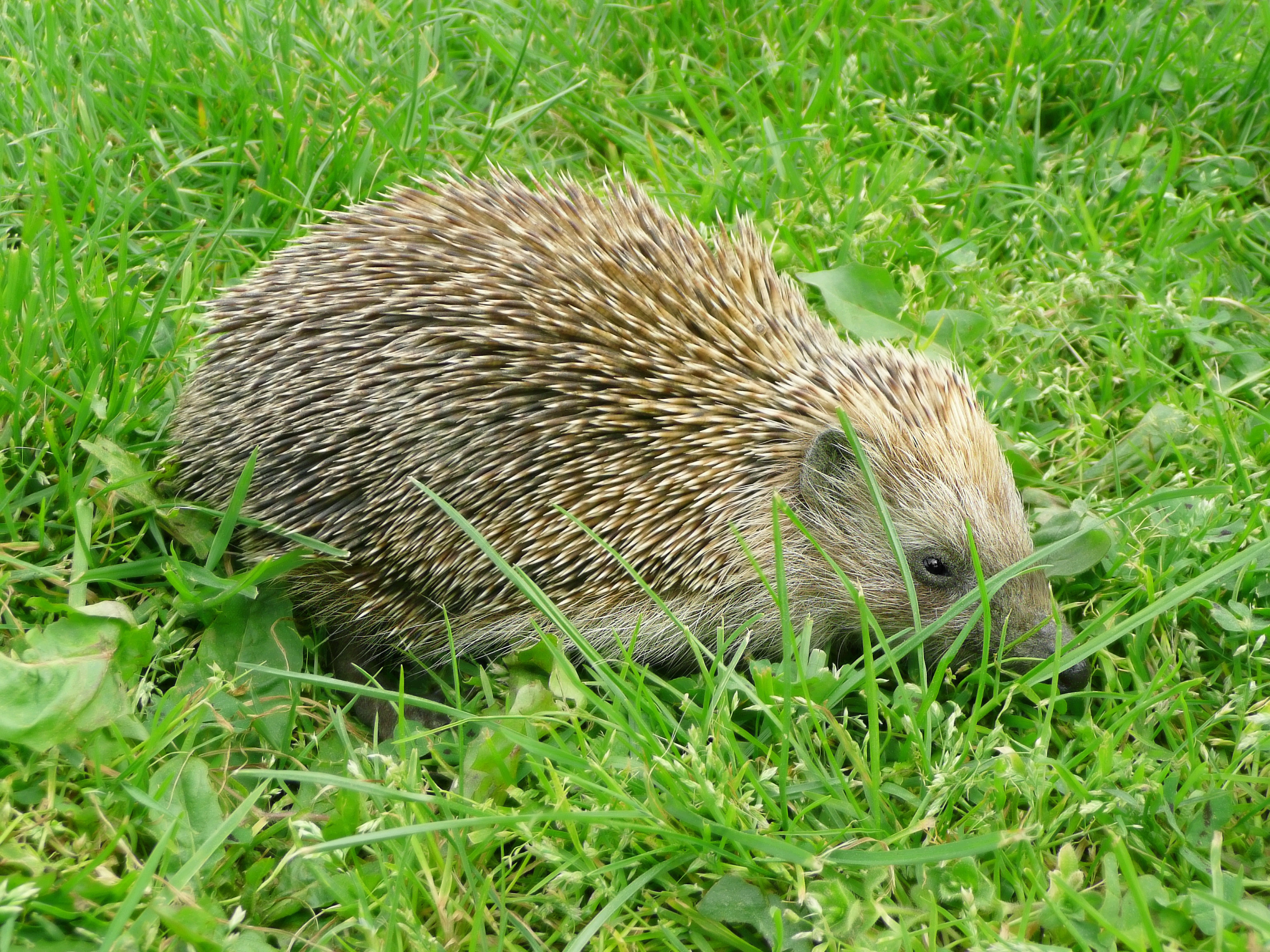
Witborstegel (Erinaceus concolor)
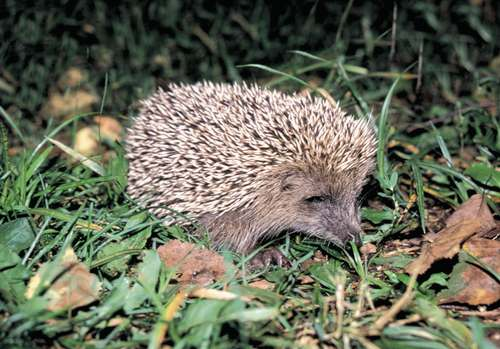
Amoeregel (Erinaceus amurensis)